# Río Kiso
El río Kiso ( 木曽川 Kiso-gawa) es un río japonés de aproximadamente 229 kilómetros de largo, que fluye a través de las prefecturas de Nagano, Gifu, Aichi y Mie hasta desembocar en la bahía de Ise a poca distancia de la ciudad de Nagoya. Es el principal río de los Tres Ríos de Kiso (junto con los ríos de Ibi y Nagara) y forma una parte importante de la Llanura de Nōbi. El valle del Kiso rodea la parte superior del río.
Partes del río son llamadas comúnmente "El Rin japonés" por sus similitudes con el Rin en Europa.

## Galería

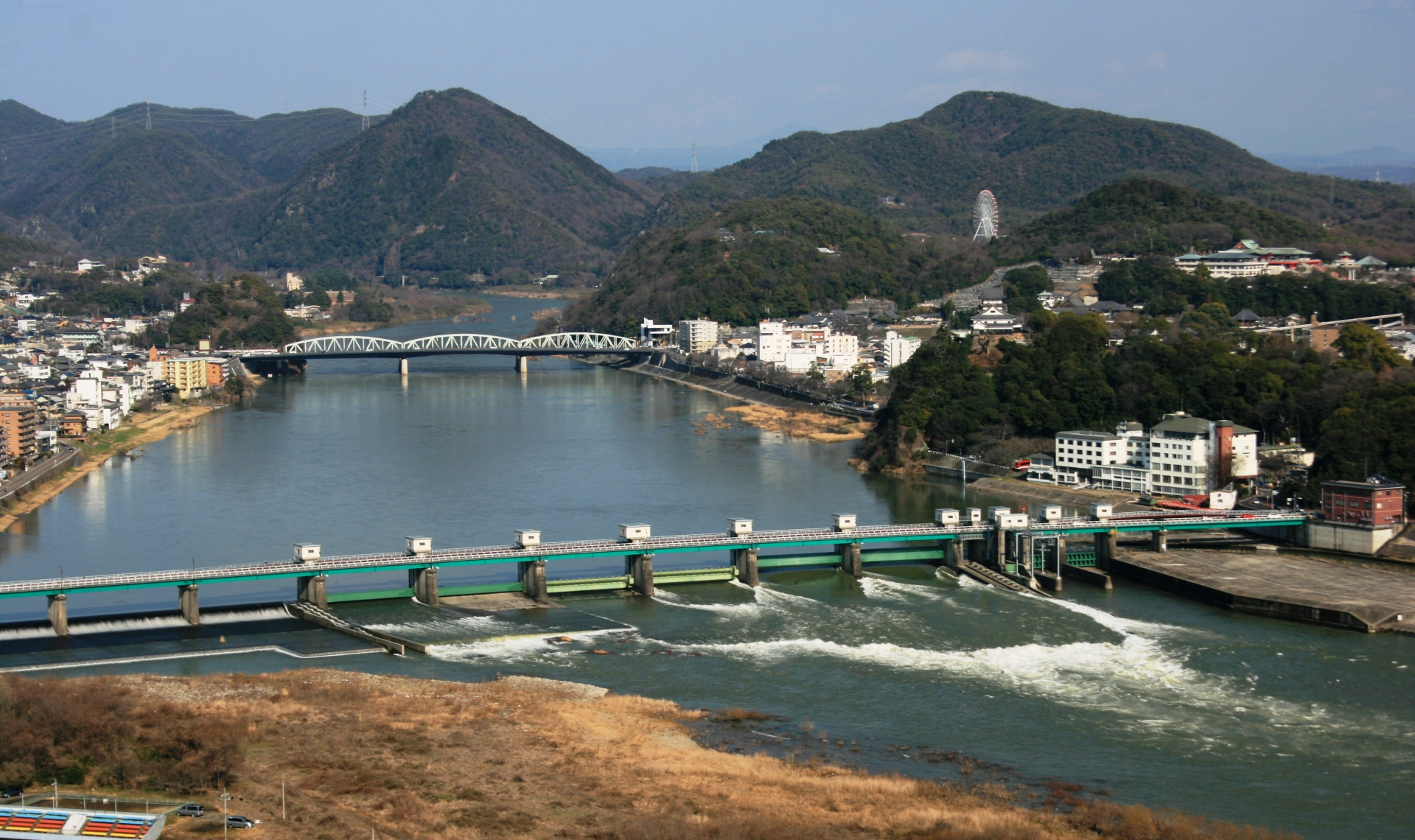
El río visto desde el monte Igi.
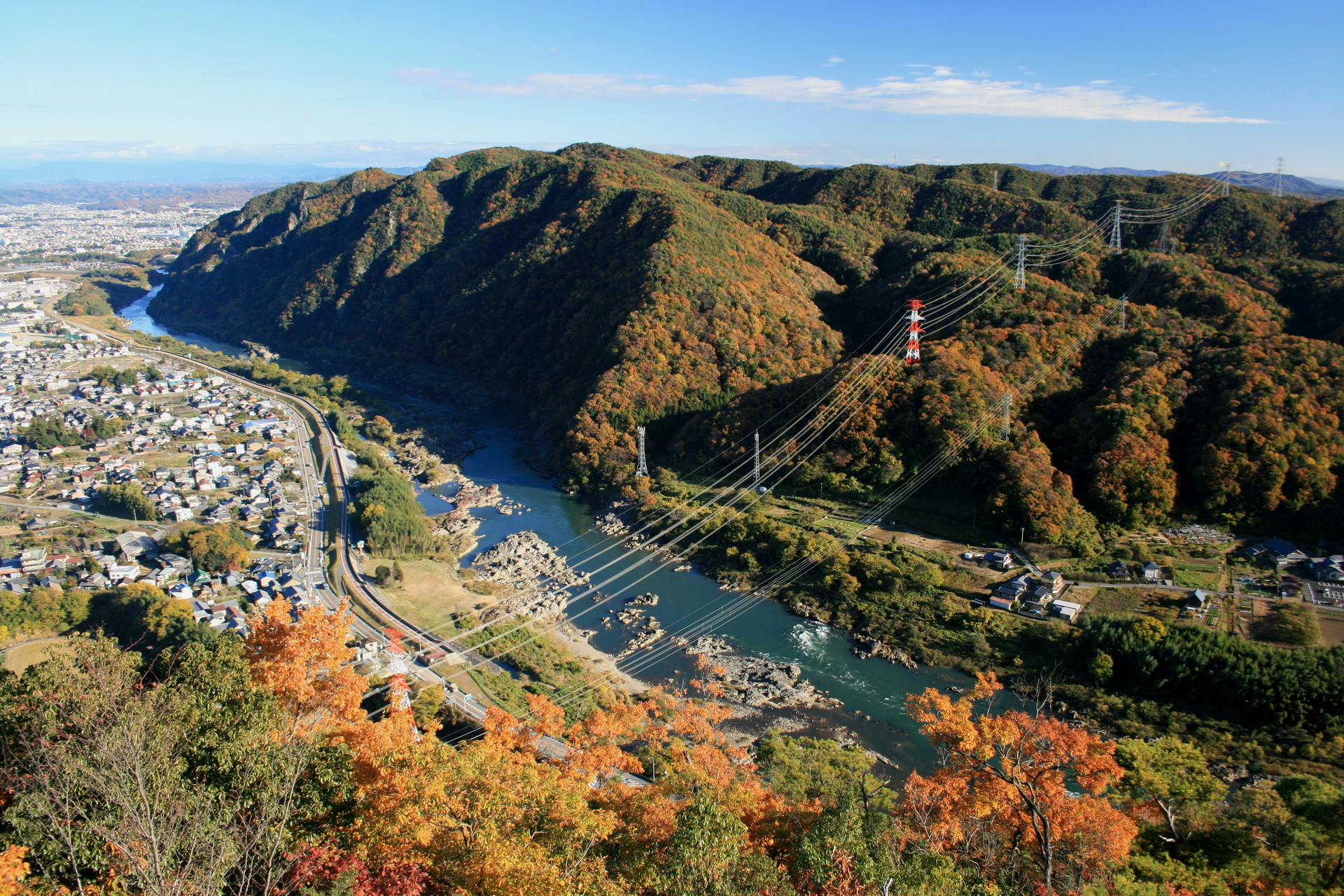
"El Rin japonés" visto desde el castillo Sarubami.
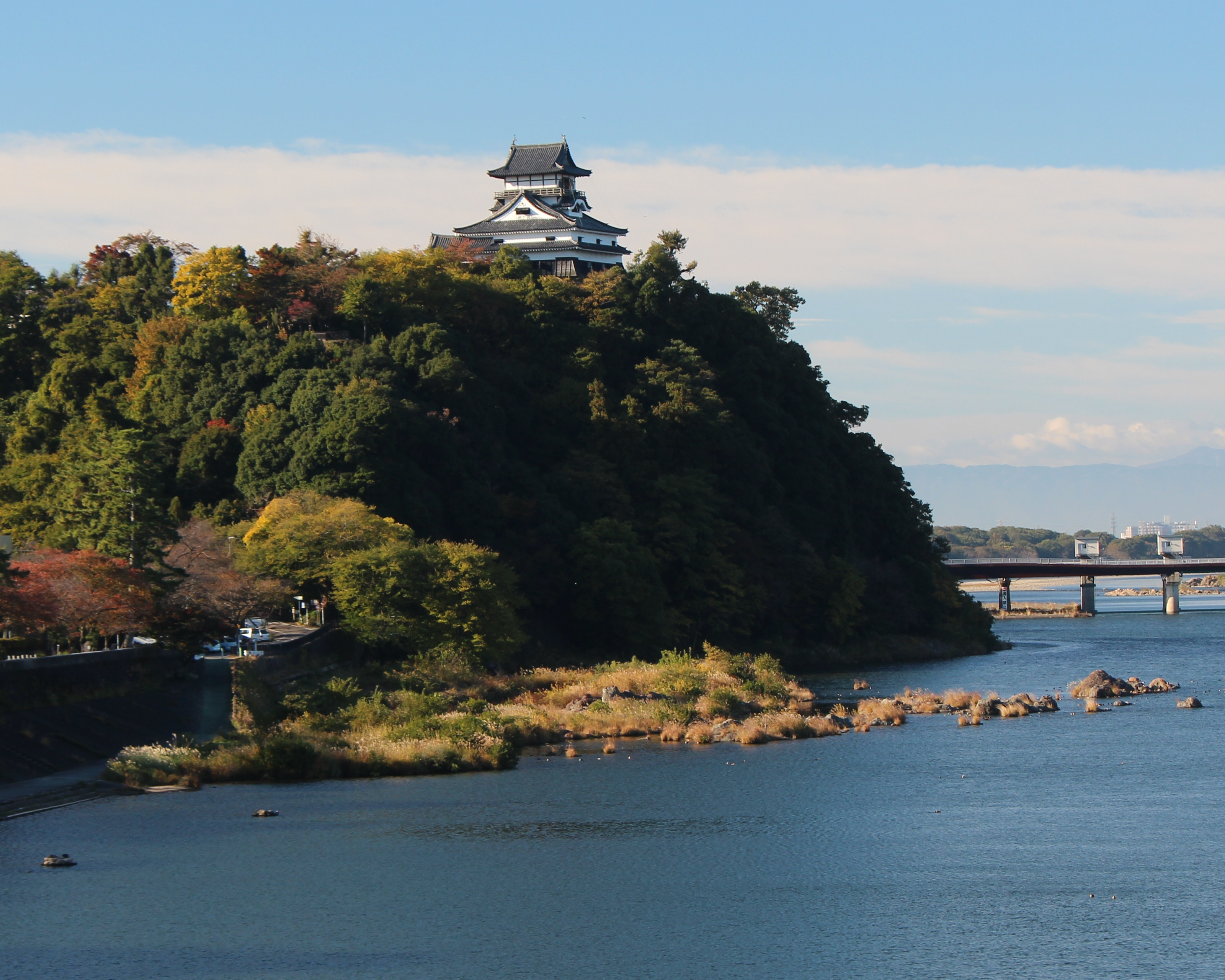
El castillo Inuyama junto con el río.
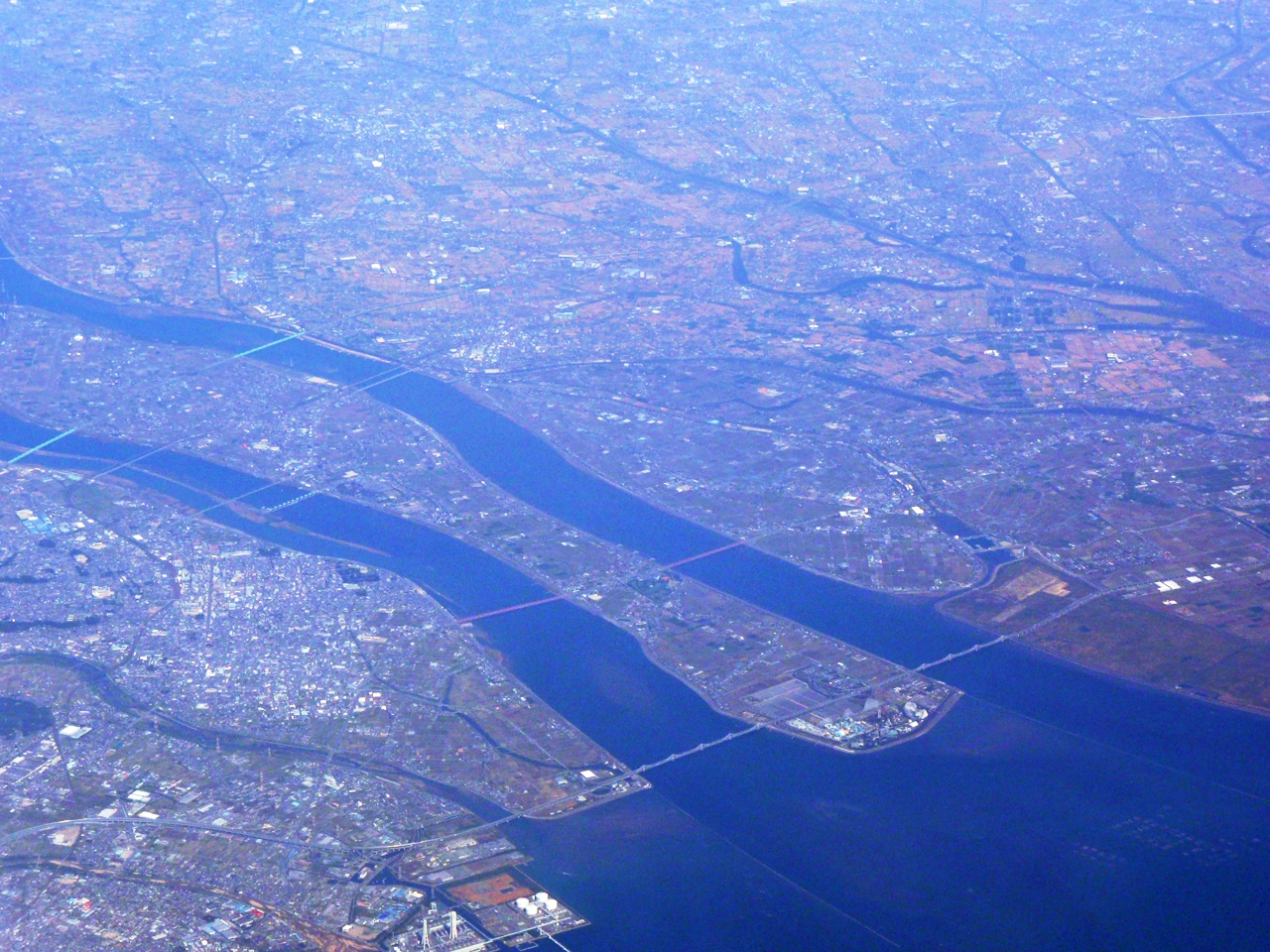
La desembocadura del río a la bahía.

- Datos: Q779607
- Multimedia: Kiso River / Q779607